# Hendrik van Zutphen

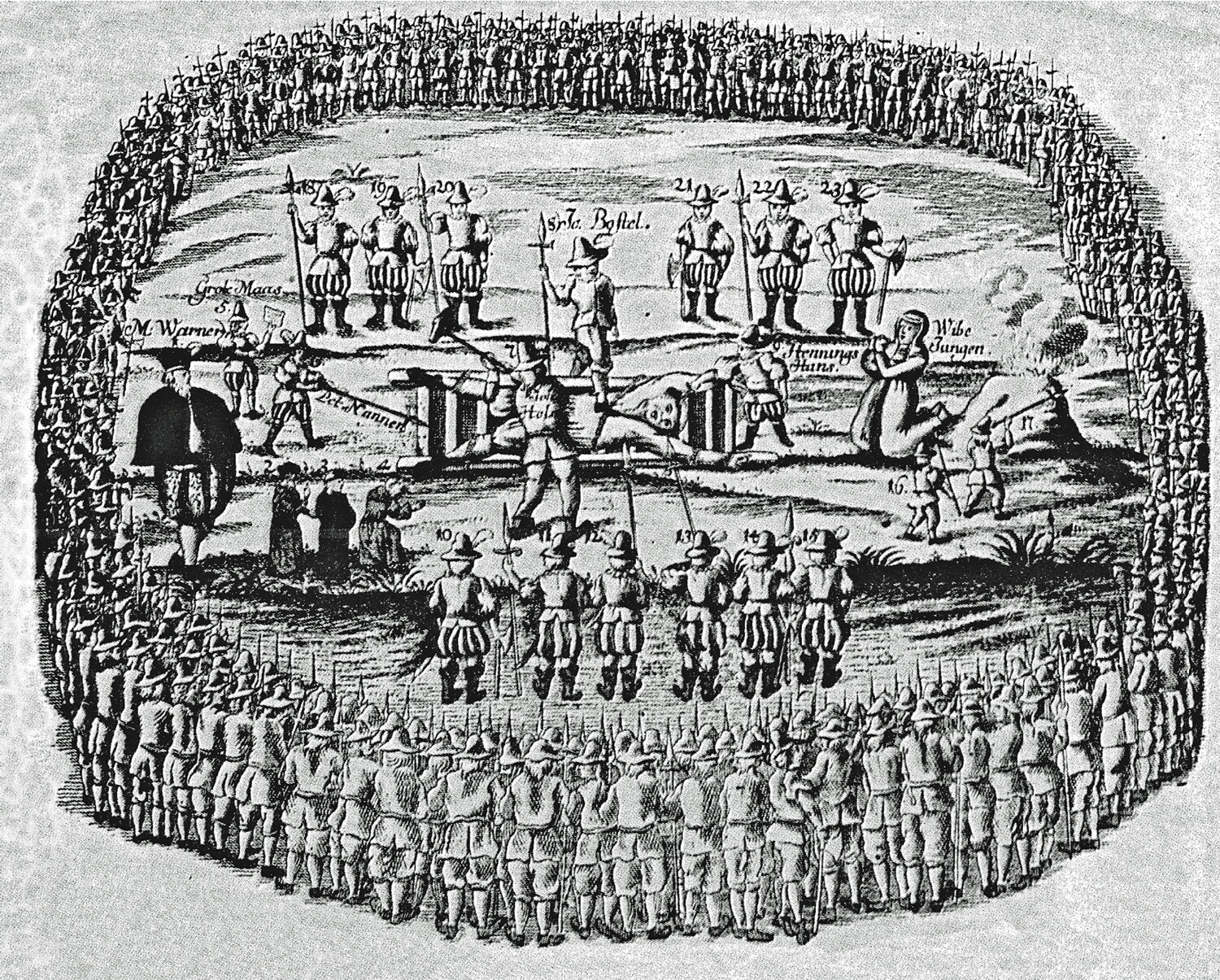
Prent van de marteldood, ca. 1740

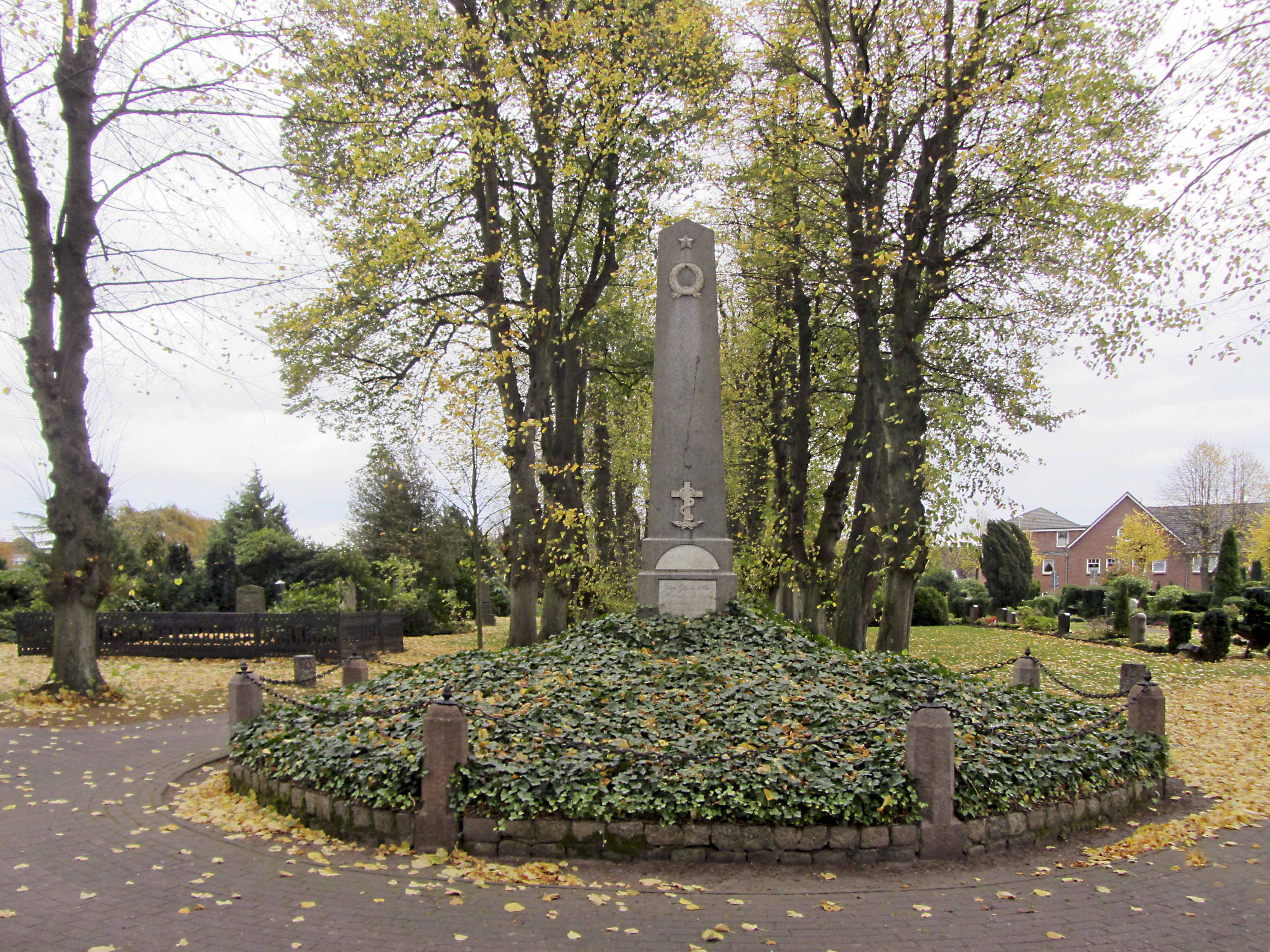
Het gedenkteken in Heide

Hendrik van Zutphen, kloosternaam Johannes (Zutphen (?), 1488/89 – Heide, 10 december 1524) was een augustijn en lutheraan die de marteldood stierf.

## Leven
Van Zutphen moet op jonge leeftijd zijn ingetreden bij de observante augustijnen van de Saksische Congregatie in Enkhuizen, Dordrecht of een ander klooster nabij zijn vermoedelijke geboorteplaats Zutphen. In 1508 ging hij logica en filosofie studeren in Wittenberg, waar hij bevriend was met Johann Lange. Vermoedelijk werkte hij daarna als lector in het studium generale van het klooster, geleid door Maarten Luther. Hij verliet de stad in 1515 om subprior te worden bij de augustijnen van Keulen en werd het volgende jaar prior in het huis van Dordrecht. Daar kreeg hij te maken met externe tegenstand tegen zijn denkbeelden. Hij vertrok in 1520 om theologie te gaan studeren bij Luther en Karlstadt in Wittenberg. In juni 1522 werd hij naar Antwerpen gestuurd om prior te worden van het augustijnenklooster in opvolging van de aangehouden Jacob Proost.
In de grootste stad van de Nederlanden blies Van Zutphen het lutherse vuur van de augustijnen, dat door de herroeping van Proost was bedaard, weer aan. Op Sint-Michielsdag predikte hij op straat aan De Munt. Zelf schreef hij dat hij naar buiten was gelokt onder voorwendsel van een stervende parochiaan. Hij werd in elk geval opgemerkt en op last van de markgraaf opgesloten in de naburige Sint-Michielsabdij. Een menigte van 300 quade Wyffs kwam hem volgens het Antwerpsch Chronykje met geweld bevrijden, zo verhinderend dat hij als Proost in de kerkers van de inquisitie verdween. De vrouwen brachten hem terug naar zijn klooster en beschermden hem ook daar. Een van hen, Margriete Boonams, kreeg een verbanning en een bedevaart naar Nicosia opgelegd omdat ze bij de ingang te veel misbaar had gemaakt tegen de wetsdienaren. Landvoogdes Margaretha was door deze gebeurtenissen en door het zachte optreden van het stadsbestuur zo ontstemd dat ze het Antwerpse augustijnenklooster in januari 1523 tot op de grond liet afbreken. Op dat ogenblik had Van Zutphen zich reeds lang uit de voeten gemaakt. Via Enkhuizen en Zutphen reisde hij naar Bremen.
In Bremen, waar geen augustijnenklooster was, schreef Van Zutphen naar Luther en Proost om zijn ontsnapping toe te lichten. Met Luthers toestemming bleef hij er en predikte hij in de Sint-Ansgarkerk. Ondanks tegenkanting van het domkapittel en de aartsbisschop, die hem voor de rechtbank in Buxtehude daagde, wist hij een groot publiek te bereiken. Hij had zelfs steun in het stadsbestuur en kon lutherse predikanten plaatsen in vier parochies. Op zijn advies werd Jacob Proost ten slotte predikant in de Onze-Lieve-Vrouwekerk. Van Zutphen kan daarmee worden beschouwd als de grondlegger van het lutheranisme in de stad.
Hij legde zijn pij af in oktober 1524 en ging later dat jaar op uitnodiging van pastoor Nicolaus Boie evangeliseren te Meldorf in Dithmarschen. De twee geestelijken wekten de woede op van de plaatselijke dominicanenprior Augustinus Torneborch. Hij hitste boeren op, die Van Zutphen in de nacht van 9 op 10 december ontvoerden. In Heide werd hij 's ochtends na gruwelijke folteringen verbrand.

## Nagedachtenis
Op verslag van Probst schreef Luther een brief waarin hij Van Zutphens marteldood in verband bracht met psalm 9. Melanchthon eerde hem met een Latijnse ode. In 1830 werd op de begraafplaats van Heide een gedenkteken opgericht voor de reformator.

## Publicaties
- Etlich puncten und namhafftige artickel, den gelaubenn und alles christenlich Wesen betreffend, Augsburg, ca. 1525
- Zutphen's Briefe, ed. J. Iken, in: Bremisches Jahrbuch, 1885, p. 241-252

## Voetnoten
1. ↑  Ingeschreven als Fra. Hinricus Gelrie de Zutphania ord. Augustini
2. ↑  Het Correctieboeck meldt: Margriete Boonams, diemen heet sGramhans, van Mechelen, overmits dien dat zij nu, in maendag tsavons lestleden, groote beruerte, commotie en de gerucht van roepene, crytene onder tvolck gemaict heeft voere tcloester vanden Augustynen, daer de Heeren vander Wet innewaeren, sprekende opte selve Heeren injurieuse en de afdragende woerden, [...]

- Biografisch Portaal: 21888952
- Gemeinsame Normdatei: 118773763
- International Standard Name Identifier: 0000 0000 1360 2298
- Library of Congress Control Number: n91087388
- Nederlandse Thesaurus van Auteursnamen: 146385179
- Virtual International Authority File: 18863647
- WorldCat: E39PBJgMxbDqRpPDqG7KF8XmVC